# Obterre
Obterre és un municipi francès, situat al departament de l'Indre i a la regió de Centre – Vall del Loira. L'any 2007 tenia 235 habitants.

## Demografia

### Població
El 2007 la població de fet d'Obterre era de 235 persones. Hi havia 107 famílies, de les quals 32 eren unipersonals (20 homes vivint sols i 12 dones vivint soles), 35 parelles sense fills, 28 parelles amb fills i 12 famílies monoparentals amb fills.
La població ha evolucionat segons el següent gràfic:
Habitants censats

### Habitatges
El 2007 hi havia 155 habitatges, 103 eren l'habitatge principal de la família, 35 eren segones residències i 17 estaven desocupats. 152 eren cases i 2 eren apartaments. Dels 103 habitatges principals, 72 estaven ocupats pels seus propietaris, 27 estaven llogats i ocupats pels llogaters i 5 estaven cedits a títol gratuït; 1 tenia una cambra, 4 en tenien dues, 21 en tenien tres, 31 en tenien quatre i 46 en tenien cinc o més. 68 habitatges disposaven pel capbaix d'una plaça de pàrquing. A 55 habitatges hi havia un automòbil i a 37 n'hi havia dos o més.

### Piràmide de població
La piràmide de població per edats i sexe el 2009 era:
| Homes | Edats   | Dones |
| ----- | ------- | ----- |
| 0     | 95 o +  | 0     |
| 0     | 90 a 94 | 4     |
| 0     | 85 a 89 | 4     |
| 0     | 80 a 84 | 4     |
| 4     | 75 a 79 | 0     |
| 12    | 70 a 74 | 4     |
| 12    | 65 a 69 | 16    |
| 12    | 60 a 64 | 20    |
| 8     | 55 a 59 | 0     |
| 12    | 50 a 54 | 12    |
| 0     | 45 a 49 | 0     |
| 8     | 40 a 44 | 8     |
| 8     | 35 a 39 | 4     |
| 24    | 30 a 34 | 12    |
| 0     | 25 a 29 | 8     |
| 4     | 20 a 24 | 8     |
| 0     | 15 a 19 | 0     |
| 0     | 10 a 14 | 16    |
| 4     | 5 a 9   | 0     |
| 16    | 0 a 4   | 4     |

## Economia
El 2007 la població en edat de treballar era de 134 persones, 90 eren actives i 44 eren inactives. De les 90 persones actives 79 estaven ocupades (47 homes i 32 dones) i 11 estaven aturades (6 homes i 5 dones). De les 44 persones inactives 22 estaven jubilades, 11 estaven estudiant i 11 estaven classificades com a «altres inactius».

### Ingressos
El 2009 a Obterre hi havia 104 unitats fiscals que integraven 223 persones, la mediana anual d'ingressos fiscals per persona era de 12.626 €.

### Activitats econòmiques
Dels 8  establiments que hi havia el 2007, 3 eren d'empreses de construcció, 2 d'empreses de comerç i reparació d'automòbils, 2 d'empreses d'hostatgeria i restauració i 1 d'una empresa de serveis.
Dels 4 establiments de servei als particulars que hi havia el 2009, 3 eren fusteries i 1 restaurant.
L'any 2000 a Obterre hi havia 26 explotacions agrícoles que ocupaven un total de 1.540 hectàrees.

## Equipaments sanitaris i escolars
El 2009 hi havia una escola elemental integrada dins d'un grup escolar amb les comunes properes formant una escola dispersa.

## Poblacions més properes
El següent diagrama mostra les poblacions més properes.